# Meer van Varese
Het Meer van Varese (Italiaans: Lago di Varese) ligt in de Lombardische provincie Varese aan de voet van de berg Campo dei Fiori. De waterspiegel van het meer ligt 290 meter boven zeeniveau. Het meer heeft een oppervlakte van 14,9 km². De maximale diepte is 29 meter.
In het meer ligt een klein eiland, het Isola Virginia. De watertoevoer komt voornamelijk via het Canale Brabbia dat uit het zuidelijker gelegen Meer van Comabbio komt. Het water verlaat het meer via het riviertje de Barbello dat uitstroomt in het Lago Maggiore. De belangrijkste plaatsen aan het meer zijn: Gavirate, Varese, Cazzago Brabbia en Biandrono.
Aan het meer van Varese, een gerenommeerd wedstrijdterrein voor roeien, bevindt zich het hoofdkantoor van Canottieri Varese, organisator van nationale en internationale roeievenementen, en sinds 1960 ook de roeiclub Gavirate. Op de door World Rowing voor internationale wedstrijden erkende banen in het meer werden onder meer de Europese kampioenschappen roeien 2012, de World Rowing Master Regatta in 2013, de Wereldkampioenschappen roeien onder 23 in 2014, het tweede Comeway World Championship in 2015, de Europese kampioenschappen roeien 2021 en zowel de Wereldkampioenschappen roeien onder 23 als de Wereldkampioenschappen roeien onder 19 en de Europese kampioenschappen roeien onder 19 in 2022 georganiseerd. Manches van de Wereldbeker roeien vonden er plaats in 2015, 2016 en 2023.
Het Meer van Varese was in het begin van de 21e eeuw zo ernstig vervuild dat zwemmen verboden was. In het water liggen enkele zuiveringsinstallaties om het meer weer geschikt te maken voor recreatie. Op 2 juli 2022 werden op tijdelijke basis terug zwemzones geopend aan de stranden van Schiranna di Varese en Bodio Lomnago.